# Убаев, Алып
Алы́п Уба́ев (каз. Әлип Үбаев; 1893 год, село Оймауыт — 1977 год) — старший чабан колхоза имени Джамбула Байганинского района Актюбинской области, Казахская ССР. Герой  Социалистического Труда (1948).
Родился в 1893 году в крестьянской семье в селе Оймауыт. С 1930 года трудился чабаном в сельскохозяйственной артели, которая позднее была преобразована в колхоз имени Джамбула Табынского района (позднее — Байганинский район). Позднее был назначен старшим чабаном. Проработал в колхозе до выхода на пенсию в 1958 году.
В 1947 году бригада Алыпа Убаева вырастила 931 ягнят от 694 овцематок. Эти трудовые результаты стали самыми высокими годовыми показателями в Байганинском районе. Указом Президиума Верховного Совета СССР от 23 июля 1948 года удостоен звания Героя Социалистического Труда «за получение высокой продуктивности животноводства в 1947 году при выполнении колхозом обязательных поставок сельскохозяйственных продуктов и плана развития животноводства» с вручением ордена Ленина и золотой медали «Серп и Молот».
В 1947 и 1965 годах участвовал во Всесоюзной выставке ВДНХ.
Скончался в 1977 году.
Награды
- Герой Социалистического Труда
- Орден Ленина
- Медаль «За доблестный труд в Великой Отечественной войне 1941—1945 гг.»